# 24 Horas de Le Mans de 1968
As 24 Hours of Le Mans de 1968 foi o 36º grande prêmio automobilístico das 24 Horas de Le Mans, tendo acontecido nos dias 28 setembro  e 29 setembro  1968 em Le Mans, França no autódromo francês, Circuit de la Sarthe.

## Resultados Finais

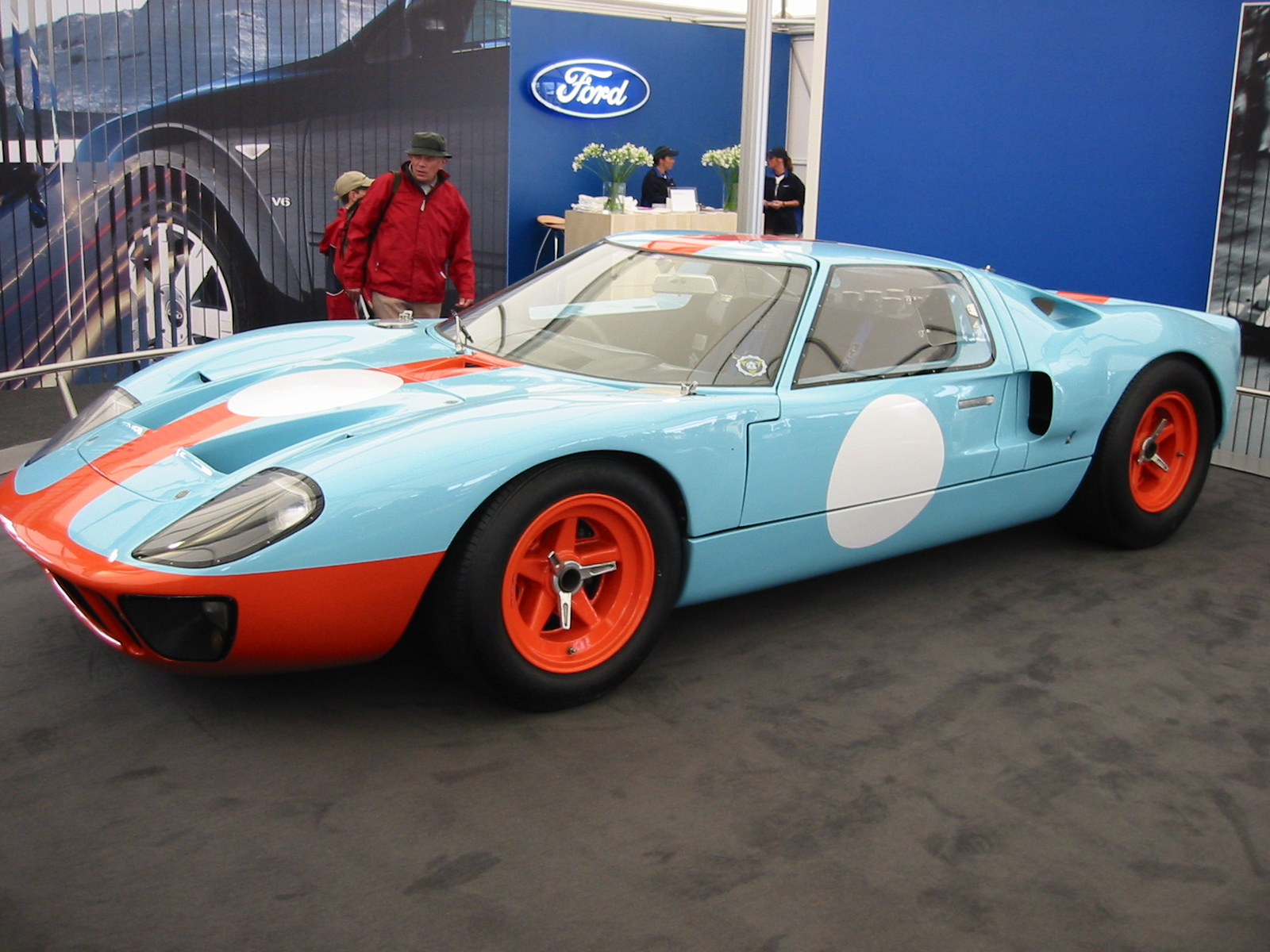
Ford GT40 de Pedro Rodríguez e Lucien Bianchi

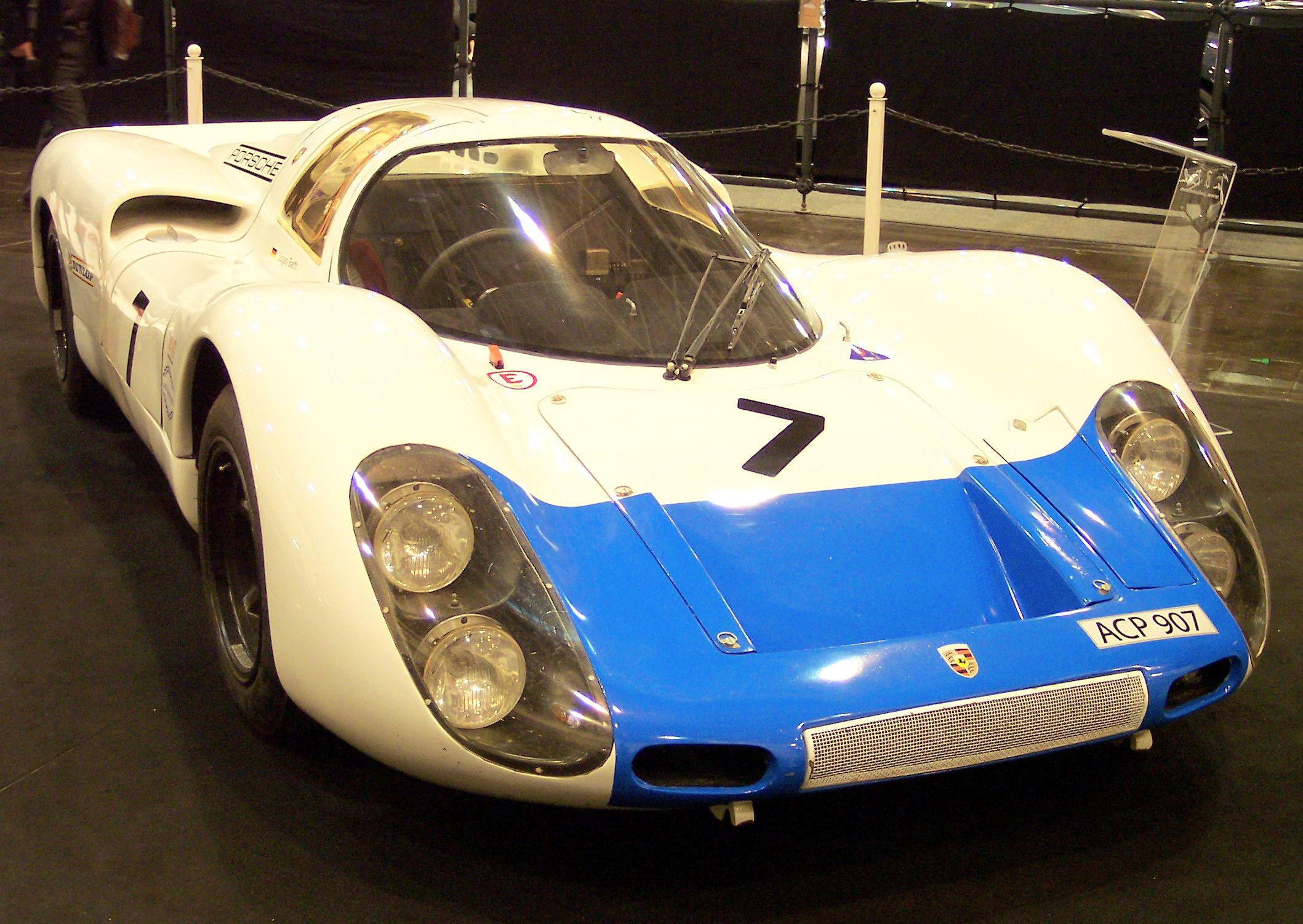
Porsche 907L.

| Pos    | Class   | Nº | Equipe                                | Pilotos                                            | Chassis                      | Motor                     | Voltas |
| ------ | ------- | -- | ------------------------------------- | -------------------------------------------------- | ---------------------------- | ------------------------- | ------ |
| 1      | S 5.0   | 9  | John Wyer Automotive Engineering Ltd. | Pedro Rodriguez Lucien Bianchi                     | Ford GT40 Mk. I              | Ford 4.9 L V8             | 331    |
| 2      | P 3.0   | 66 | Squadra Tartaruga                     | Rico Steinemann Dieter Spoerry                     | Porsche 907L                 | Porsche 2.2 L Flat-8      | 326    |
| 3      | P 3.0   | 33 | Porsche System Engineering            | Jochen Neerpasch Rolf Stommelen                    | Porsche 908                  | Porsche 3.0 L Flat-8      | 325    |
| 4      | P 2.0   | 39 | Autodelta SpA                         | Ignazio Giunti Nanni Galli                         | Alfa Romeo T33/2             | Alfa Romeo 2.0 L V8       | 322    |
| 5      | P 2.0   | 38 | Autodelta SpA                         | Carlo Facetti Spartaco Dini                        | Alfa Romeo T33/2             | Alfa Romeo 2.0 L V8       | 315    |
| 6      | P 2.0   | 40 | Autodelta SpA                         | Mario Casoni Giampiero Biscaldi                    | Alfa Romeo T33/2             | Alfa Romeo 2.0 L V8       | 305    |
| 7      | S 5.0   | 21 | David Piper Racing                    | David Piper Richard Attwood                        | Ferrari 250LM                | Ferrari 3.3 L V12         | 302    |
| 8      | P 3.0   | 30 | Société des Automobiles Alpine        | André de Cortanze Jean Vinatier                    | Alpine A220                  | Renault-Gordini 3.0 L V8  | 297    |
| 9      | P 2.0   | 57 | Ecurie Savin-Calberson                | Alain LeGuellec Alain Serpaggi                     | Alpine A210                  | Renault-Gordini 1.5 L I4  | 289    |
| 10     | P 1.3   | 52 | Société des Automobiles Alpine        | Jean-Luc Thérier Bernard Tramont                   | Alpine A210                  | Renault-Gordini 1.3 L I4  | 288    |
| 11     | P 1.3   | 53 | Trophée Le Mans                       | Christian Ethuin Bob Wollek                        | Alpine A210                  | Renault-Gordini 1.3 L I4  | 282    |
| 12     | GT 2.0  | 43 | Jean-Pierre Gaban                     | Jean-Pierre Gaban Roger van der Schrick            | Porsche 911T                 | Porsche 2.0 L Flat-6      | 281    |
| 13     | GT 2.0  | 64 | Claude Laurent                        | Claude Laurent Jean-Claude Ogier                   | Porsche 911T                 | Porsche 2.0 L Flat-6      | 276    |
| 14     | P 1.3   | 55 | Société des Automobiles Alpine        | Jean-Pierre Nicolas Jean-Claude Andruet            | Alpine A210                  | Renault-Gordini 1.0 L I4  | 272    |
| 15     | P 1.3   | 50 | Donald Healey Motor Company           | Roger Enever Alec Poole                            | Austin-Healey Sprite Le Mans | BMC 1.3 L I4              | 255    |
| 16     | P 2.0   | 46 | Ecurie Fiat-Abarth France             | Marcel Martin Jean Mésange                         | Fiat Dino                    | Ferrari 2.0 L V6          | 253    |
| 17 NC  | GT 1.3  | 61 | Ecurie Léopard                        | Jacques Bourdon Maurice Nussbaumer Michel Pouteaux | Alpine A110                  | Renault-Gordini 1.3 L I4  | 215    |
| 18 NC  | GT 1.3  | 51 | Bernard Collomb                       | Bernard Collomb François Lacarreau                 | Alpine A110                  | Renault-Gordini 1.3 L I4  | 167    |
| 19 DNF | P 3.0   | 24 | Equipe Matra Sports                   | Johnny Servoz-Gavin Henri Pescarolo                | Matra MS630                  | Matra 3.0 L V12           | 283    |
| 20 DNF | P 3.0   | 27 | Ecurie Savin-Calberson                | Mauro Bianchi Patrick Depailler                    | Alpine A220                  | Renault-Gordini 3.0 L V8  | 257    |
| 21 DNF | P 2.0   | 45 | Jean-Pierre Hanrioud                  | Jean-Pierre Hanrioud André Wicky                   | Porsche 910                  | Porsche 2.0 L Flat-6      | 248    |
| 22 DNF | GT 2.0  | 44 | Auguste Veuillet                      | Guy Chasseuil Claude Ballot-Léna                   | Porsche 911T                 | Porsche 2.0 L Flat-6      | 224    |
| 23 DNF | S 5.0   | 20 | Scuderia Filipinetti                  | Herbert Müller Jonathan Williams                   | Ferrari 250LM                | Ferrari 3.3 L V12         | 212    |
| 24 DNF | S 5.0   | 14 | North American Racing Team (NART)     | Masten Gregory Charlie Kolb                        | Ferrari 250LM                | Ferrari 3.3 L V12         | 209    |
| 25 DNF | S 2.0   | 42 | Christian Poirot                      | Christian Poirot Pierre Maublanc                   | Porsche 906 Carrera 6        | Porsche 2.0 L Flat-6      | 202    |
| 26 DNF | P 3.0   | 29 | Société des Automobiles Alpine        | Jean Guichet Jean-Pierre Jabouille                 | Alpine A220                  | Renault-Gordini 3.0 L V8  | 185    |
| 27 DNF | GT +2.0 | 4  | Scuderia Filipinetti                  | Jean-Michel Giorgi Sylvain Garant                  | Chevrolet Corvette           | Chevrolet 7.0 L V8        | 157    |
| 28 DNF | P 2.0   | 41 | Autodelta SpA                         | Nino Vaccarella Giancarlo Baghetti                 | Alfa Romeo T33/2             | Alfa Romeo 2.0 L V8       | 150    |
| 29 DNF | P 3.0   | 35 | Alex Soler-Roig Squadra Tartaruga     | Alex Soler-Roig Rudi Lins                          | Porsche 907/8                | Porsche 2.2 L Flat-8      | 145    |
| 30 DNF | S5.0    | 6  | Jackie Epstein                        | Jackie Epstein Edward Nelson                       | Lola T70 Mk. III             | Chevrolet 5.0 L V8        | 143    |
| 31 DNF | S 5.0   | 12 | Strathaven Limited                    | Mike Salmon Eric Liddell                           | Ford GT40 Mk. I              | Ford 4.7 L V8             | 131    |
| 32 DNF | P 3.0   | 34 | Porsche System Engineering            | Joe Buzzetta Scooter Patrick                       | Porsche 908                  | Porsche 3.0 L Flat-8      | 115    |
| 33 DNF | P 3.0   | 32 | Porsche System Engineering            | Gerhard Mitter Vic Elford                          | Porsche 908                  | Porsche 3.0 L Flat-8      | 111    |
| 34 DNF | S 5.0   | 10 | John Wyer Automotive Engineering Ltd. | Paul Hawkins David Hobbs                           | Ford GT40 Mk. I              | Ford 4.9 L V8             | 107    |
| 35 DNF | P 2.0   | 37 | Racing Team VDS                       | Teddy Pilette Rob Slotemaker                       | Alfa Romeo T33/2             | Alfa Romeo 2.0 L V8       | 104    |
| 36 DNF | P 3.0   | 67 | Philippe Farjon                       | Robert Buchet Herbert Linge                        | Porsche 907/8                | Porsche 2.2 L Flat-6      | 102    |
| 37 DNF | S 5.0   | 19 | Paul Vestey                           | Paul Vestey Roy Pike                               | Ferrari 250LM                | Ferrari 3.3 L V12         | 99     |
| 38 DNF | P 3.0   | 22 | Howmet Corporation                    | Richard Thompson Ray Heppenstal                    | Howmet TX                    | Continental 3.0 L Turbine | 84     |
| 39 DNF | GT +2.0 | 17 | Scuderia Filipinetti                  | Jacques Rey Claude Haldi                           | Ferrari 275 GTB/C            | Ferrari 3.3 L V12         | 78     |
| 40 DNF | P 1.3   | 56 | Société des Automobiles Alpine        | Jean-Louis Marnat Jean-François Gerbault           | Alpine A210                  | Renault-Gordini 1.0 L I4  | 71     |
| 41 DNF | P 3.0   | 23 | Howmet Corporation                    | Bob Tullius Hugh Dibley                            | Howmet TX                    | Continental 3.0 L Turbine | 60     |
| 42 DNF | P 3.0   | 28 | Société des Automobiles Alpine        | Henri Grandsire Gérard Larrousse                   | Alpine A220                  | Renault-Gordini 3.0 L V8  | 59     |
| 43 DNF | P 3.0   | 31 | Porsche System Engineering            | Jo Siffert Hans Herrmann                           | Porsche 908                  | Porsche 3.0 L Flat-8      | 59     |
| 44 DNF | P 2.0   | 36 | North American Racing Team (NART)     | François Chevalier Bernard Lagier de Giuseppe      | Ferrari Dino 206S            | Ferrari 2.0 L V6          | 54     |
| 45 DNF | GT +2.0 | 3  | Scuderia Filipinetti                  | Umberto Maglioli Henri Greder                      | Chevrolet Corvette           | Chevrolet 7.0 L V8        | 53     |
| 46 DNF | S 5.0   | 7  | Sportscars Unlimited                  | Ulf Norinder Sten Axelsson                         | Lola T70 Mk. III             | Chevrolet 5.0 L V8        | 47     |
| 47 DNF | P 2.0   | 49 | Chris J. Lawrence                     | Chris Lawrence John Wingfield                      | Deep Sanderson 302           | Ford 1.6 L I4             | 35     |
| 48 DNF | GT 2.0  | 60 | Wicky Racing Team                     | Willy Meier Jean de Mortemart                      | Porsche 911T                 | Porsche 2.0 L Flat-6      | 30     |
| 49 DNF | P 3.0   | 25 | John Woolfe Racing                    | John Woolfe Digby Martland                         | Chevron B12                  | Repco 3.0 L V8            | 27     |
| 50 DNF | P 2.0   | 47 | Donald Healey Motor Company           | Clive Baker Andrew Hedges                          | Healey SR                    | Coventry Climax 2.0 L V8  | 20     |
| 51 DNF | S 5.0   | 11 | John Wyer Automotive Engineering Ltd. | Brian Muir Jackie Oliver                           | Ford GT40 Mk. I              | Ford 4.9 L V8             | 15     |
| 52 DNF | P 2.0   | 65 | Racing Team VDS                       | Serge Trosch Karl von Wendt                        | Alfa Romeo T33/2             | Alfa Romeo 2.0 L V8       | 7      |
| 53 DNF | P 1.3   | 54 | André Moynet                          | Max Jean René Ligonnet                             | Moynet XS                    | Simca 1.2 L I4            | 6      |
| 54 DNF | S 5.0   | 8  | Claude Dubois                         | Willy Mairesse Jean Blaton                         | Ford GT40 Mk. I              | Ford 4.7 L V8             | 0      |

Legenda :DNQ = Não largou - DNF = Abandono - NC = Não classificado - DSQ= Desqualificado